# Мавзолей Хазрата Башира
Мавзоле́й Хазра́та Баши́ра (узб. Hazrati Bashir maqbarasi) — расположен в селе Башир Китабского района Кашкадарьинской области. Мавзолей был построен в XVIII веке.
4 октября 2019 года решением Кабинета Министров Республики Узбекистан включен в национальный перечень недвижимого имущества, объектов материального культурного наследия, находящихся под охраной государства.

## История
Мавзолей Хазрата Саида Ахмада Башира — одна из самых почитаемых святынь в Узбекистане.
Мавзолей связан с человеком, настоящее имя которого Сайид Ахмад. Хазрат Султан Саид Ахмад Башир родился в 1368 году, умер в 1464 году и прожил 96 лет.. Этот человек был широко известен как Башир или Бешир. Слово Башир (или бешир) означает того, кто не пил молока. Согласно легенде, в младенчестве он не пил материнского молока, а пил воду из родника — отсюда и прозвище «Безмолочный».
Легенда гласит, что святой Саид Ахмед родился у пожилых родителей, когда его отцу Хаджи Хасану было 90 лет, а матери Биби Малохат — 80 лет. После рождения первенца родились ещё двое сыновей, но только старший ребёнок Саид Ахмад Башир обладал уникальными способностями. Он рано и самостоятельно начал говорить и без помощи наставника научился читать Коран.
В возрасте пяти лет будущий святой покинул родительский дом в горах, где провел 40 лет в одиночестве и молился. Диких зверей он не боялся, зимовал в горных пещерах. Он собирал фрукты и травы, чтобы есть их весной, летом и осенью. А когда ему не хватало еды, он утолял голод родниковой водой. Совершенный аскетизм дал ему неограниченную свободу от всех мирских забот, но не оставил его равнодушным к судьбам других его племен. Завершив 40 лет самопознания, Хазрат Башир решил обратиться к людям с единственной целью — учить вере и помогать им в повседневных трудностях. Слава о его чудесных способностях начала достигать Египта и Монголии, и мусульмане с других стран начали приходить к нему в надежде найти своего наставника в его лице.
Легенда описывает, что по количеству дней в году Ахмад Башир воспитал триста шестьдесят пять учеников. Каждый из этих учеников позже получил титул вали, покровителя народа. Сам Хазрат за год до своей смерти он указал место для своего будущего мавзолея. Согласно легенде, так оно и было. Стоя на вершине горы в окружении учеников, святой бросил свою трость и заявил, что там, где эта трость будет найдена, следует похоронить её владельца. Посох застрял на земле у подножия каньона и ожил, превратившись в дерево.
Под фундаментом гробницы Башира один из его учеников выкопал глубокую пещеру, в которой он провел 40 лет в качестве отшельника, следуя примеру своего учителя. До недавнего времени эта пещера использовалась некоторыми паломниками для совершения молитв летом или зимой во время Чилли (сорокадневный сезонный период с максимальной и минимальной температурой). В этой земляной пещере, температура около +18 в течение всего года. Ещё одна особенность пещеры — воздух здесь не застаивается и ощущается необычайно свежим.
Весной и летом святыню Хазрата Башира ежедневно посещают до 200 паломников. Люди обычно приезжают всей семьей и устраиваются на айванах вокруг священного источника.
Наследие и учения Хазрати Башира приобрели большую ценность и место в исламском мире. Святыня была построена после обретения Узбекистаном независимости и превратилась в процветающее место. Тысячи людей ежегодно приезжают сюда, чтобы посетить могилу Хазрати Башира.